# Tournoi de tennis de la Vienne
Les Internationaux Féminins de la Vienne sont un tournoi professionnel féminin de tennis situé à Poitiers en France. Ce tournoi fait partie du circuit ITF et a eu une dotation jusqu'à 100 000 $ (entre 2007 et 2017), ce qui en fait l'un des plus importants en France et du circuit secondaire féminin. Il se déroule chaque année depuis 1994 en octobre sur les courts couverts en dur du Comité de tennis de la Vienne.

## Palmarès

### En simple
| Année  | Dotation                                            | Vainqueure                                          | Finaliste                                           | Score                                               |
| ------ | --------------------------------------------------- | --------------------------------------------------- | --------------------------------------------------- | --------------------------------------------------- |
| 1994   | $                                                   | Yvette Basting                                      | Kim de Weille                                       | 6-1, 5-7, 6-4                                       |
| 1995   | $                                                   | Olga Barabanschikova                                | Elena Tatarkova                                     | 6-3, 6-1                                            |
| 1996   | 25 000 $                                            | Noëlle van Lottum                                   | Amélie Cocheteux                                    | 1-6, 6-3, 6-2                                       |
| 1997   | 50 000 $                                            | Kristie Boogert                                     | Amélie Cocheteux                                    | 6-4, 7-5                                            |
| 1998   | 50 000 $                                            | Sandra Načuk                                        | Elena Makarova                                      | 6-0, 5-7, 6-1                                       |
| 1999   | 75 000 $                                            | Květa Hrdličková                                    | Marie-Gaianeh Mikaelian                             | 4-6, 6-4, 6-2                                       |
| 2000   | 75 000 $                                            | Ľudmila Cervanová                                   | Iva Majoli                                          | 4-6, 6-3, 6-2                                       |
| 2001   | 75 000 $ +H                                         | Petra Mandula                                       | Émilie Loit                                         | 7-5, 2-6, 6-1                                       |
| 2002   | 50 000 $ +H                                         | Marion Bartoli                                      | Seda Noorlander                                     | 6-1, 6-0                                            |
| 2003   | 50 000 $                                            | Karolina Šprem                                      | Roberta Vinci                                       | 6-4, 7-5                                            |
| 2004   | 75 000 $                                            | Anastasiya Yakimova                                 | Marie-Gaianeh Mikaelian                             | 7-5, 6-2                                            |
| 2005   | 75 000 $                                            | Viktoriya Kutuzova                                  | Maret Ani                                           | 6-3, 3-6, 6-4                                       |
| 2006   | 75 000 $                                            | Aravane Rezaï                                       | Ivana Lisjak                                        | 7-60, 6-1                                           |
| 2007   | 100 000 $                                           | Marta Domachowska                                   | Anna Lapushchenkova                                 | 7-5, 6-0                                            |
| 2008   | 100 000 $                                           | Anastasia Pavlyuchenkova                            | Julie Coin                                          | 6-4, 6-3                                            |
| 2009   | 100 000 $                                           | Jelena Dokić                                        | Sofia Arvidsson                                     | 6-4, 6-4                                            |
| 2010   | 100 000 $                                           | Sofia Arvidsson                                     | Pauline Parmentier                                  | 6-2, 7-64                                           |
| 2011   | 100 000 $                                           | Kimiko Date-Krumm                                   | Elena Baltacha                                      | 7-63, 6-4                                           |
| 2012   | 100 000 $                                           | Mónica Puig                                         | Elena Vesnina                                       | 7-5, 1-6, 7-5                                       |
| 2013   | 100 000 $                                           | Aliaksandra Sasnovich                               | Sofia Arvidsson                                     | 6-1, 5-7, 6-4                                       |
| 2014   | 100 000 $                                           | Tímea Babos                                         | Océane Dodin                                        | 6-3, 4-6, 7-5                                       |
| 2015   | 100 000 $                                           | Monica Niculescu                                    | Pauline Parmentier                                  | 7-5, 6-2                                            |
| 2016   | 100 000 $                                           | Océane Dodin                                        | Lauren Davis                                        | 6-4, 6-2                                            |
| 2017   | 100 000 $                                           | Mihaela Buzărnescu                                  | Alison Van Uytvanck                                 | 6-4, 6-2                                            |
| 2018   | 80 000 $                                            | Viktorija Golubic                                   | Natalia Vikhlyantseva                               | 3-6, 6-1, 7-5                                       |
| 2019   | 80 000 $                                            | Nina Stojanović                                     | Liudmila Samsonova                                  | 6-2, 7-62                                           |
| 2020   | Tournoi annulé en raison de la pandémie de Covid-19 | Tournoi annulé en raison de la pandémie de Covid-19 | Tournoi annulé en raison de la pandémie de Covid-19 | Tournoi annulé en raison de la pandémie de Covid-19 |
| 2021_1 | 25 000 $                                            | Daria Snigur                                        | Clara Burel                                         | 6-3, 2-6, 7-5                                       |
| 2021_2 | 80 000 $                                            | Chloé Paquet                                        | Simona Waltert                                      | 6-4, 6-3                                            |
| 2022   | 80 000 $                                            | Petra Marčinko                                      | Ysaline Bonaventure                                 | 6-3, 2-6, 7-5                                       |

### En double
Liste des paires de double ayant remporté le tournoi par année :
- 1994 :  Ludmila Richterová /  Helena Vildová
- 1995 :  Kirstin Freye /  Seda Noorlander
- 1996 :  Olga Barabanschikova /  Nirupama Vaidyanathan
- 1997 :  Nancy Feber /  Petra Langrová
- 1998 :  Olga Lugina /  Elena Makarova
- 1999 :  Åsa Svensson /  Émilie Loit
- 2000 :  Yvette Basting /  Katalin Marosi
- 2001 :  Kristie Boogert /  Laurence Courtois
- 2002 :  Lioubomira Batcheva /  Evgenia Kulikovskaya
- 2003 :  Caroline Dhenin /  Bianka Lamade
- 2004 :  Stéphanie Cohen-Aloro /  Selima Sfar
- 2005 :  Maret Ani /  Mervana Jugić-Salkić
- 2006 :  Yuliya Beygelzimer /  Yuliana Fedak
- 2007 :  Alla Kudryavtseva /  Anastasia Pavlyuchenkova
- 2008 :  Petra Cetkovská /  Lucie Šafářová
- 2009 :  Julie Coin /  Marie-Ève Pelletier
- 2010 :  Lucie Hradecká /  Renata Voráčová
- 2011 :  Alizé Cornet /  Virginie Razzano
- 2012 :  Catalina Castaño /  Mervana Jugić-Salkić
- 2013 :  Lucie Hradecká /  Michaëlla Krajicek
- 2014 :  Andrea Hlaváčková /  Lucie Hradecká
- 2015 :  Andreea Mitu /  Monica Niculescu
- 2016 :  Nao Hibino /  Alicja Rosolska
- 2017 :  Belinda Bencic /  Yanina Wickmayer
- 2018 :  Anna Blinkova /  Alexandra Panova
- 2019 :  Amandine Hesse /  Harmony Tan
- 2020 : Tournoi annulé
- 2021_1 :  Federica Di Sarra /  Camilla Rosatello
- 2021_2 :  Mariam Bolkvadze /  Samantha Murray Sharan
- 2022 :  Miriam Kolodziejová /  Markéta Vondroušová